# Point Isabel (Indiana)
Point Isabel es un lugar designado por el censo ubicado en el condado de Grant en el estado estadounidense de Indiana. En el Censo de 2010 tenía una población de 91 habitantes y una densidad poblacional de 10,33 personas por km².

## Geografía
Point Isabel se encuentra ubicado en las coordenadas 40°25′14″N 85°49′19″O / 40.42056, -85.82194. Según la Oficina del Censo de los Estados Unidos, Point Isabel tiene una superficie total de 8.81 km², de la cual 8.81 km² corresponden a tierra firme y (0%) 0 km² es agua.

## Demografía
Según el censo de 2010, había 91 personas residiendo en Point Isabel. La densidad de población era de 10,33 hab./km². De los 91 habitantes, Point Isabel estaba compuesto por el 86.81% blancos, el 0% eran afroamericanos, el 0% eran amerindios, el 0% eran asiáticos, el 0% eran isleños del Pacífico, el 4.4% eran de otras razas y el 8.79% pertenecían a dos o más razas. Del total de la población el 9.89% eran hispanos o latinos de cualquier raza.